# Sultanaat Fadhli
Het sultanaat Fadhli (Arabisch: فضلي, Faḍlī) was een sultanaat aan de kust van Jemen. Het land lag in het zuiden van Jemen ongeveer tussen de rivier de Wadi Ahwar in het oosten en de Wadi Bana in het westen. Het land grensde aan de kroonkolonie Aden, de sultanaten Lahej, Haushabi, Audhali, Neder-Yafa, Neder-Aulaqi, Bajini en het sjeikdom Dathina.

## Geschiedenis
In 1839 veroverden de Engelsen de belangrijke havenstad Aden waar piraten zaten. In 1890 kwam er een verdrag tussen de Britse kolonie en het sultanaat. Vanaf toen werd het een deel van de kolonie in ruil voor bescherming door de Engelsen. Fadhli was niet de enige staat waarmee de Britten verdragen sloten. Het ging in totaal om wel 30 verdragen. Behalve Fadhli werd ook de sjeikdommen Alawi, Aqrabi, Dathina, Qutaibi, Shaib en Opper-Aulaqi de emiraten Dhala en Beihan, en de sultanaten Haushabi, Subeihi, Neder-Yafa, Mahra, Kathiri, Qu'aiti, Wahidi Balhaf, Wahidi Bir Ali, Wahidi Haban, Audhali, Neder-Aulaqi, Opper-Yafa en Opper-Aulaqi.
Later werd de Zuid-Arabische Federatie gevormd door zes staten waaronder Fadhli. In 1962 traden nog acht staten tot de federatie toe. In 1967 werd de federatie onafhankelijk onder de naam Zuid-Jemen. Op 22 mei 1990 werd Zuid-Jemen met Noord-Jemen verenigd tot Jemen.